# Laura Bell Bundy
Laura Ashley Bell Bundy (Lexington, 10 aprile 1981) è una cantante e attrice statunitense.
Laura è famosa per essere parte del cast del Broadway theatre, sia come protagonista e personaggio secondario, nonché per essere parte di vari film e serie televisive americane. Nel 2010 ha fatto il suo debutto nell'industria musicale col singolo Giddy On Up, che ha anticipato il suo album country Achin' and Shakin'. Già nel 2007 aveva però tentato di entrare a far parte del mondo della musica con l'album Longing for a Place Already Gone, pubblicato sotto l'etichetta LAB Records, che però non ha avuto successo.

## Biografia
Nata a Lexington, figlia di Don Bundy e Lorna Jones, i suoi genitori hanno divorziato quando aveva 16 anni. Ha frequentato sin da piccola la Town and Village school of Dance a Paris, sempre in Kentucky. Ha fatto il suo debutto da attrice come cast in alcuni teatri della sua regione a soli nove anni. Diplomata alla Lexington Catholic High School, la Bundy ha coperto il ruolo di Tina Denmark nel musical off Broadway Ruthless!. Fu nominata nel 1993 per un Drama Desk Award come miglior attrice di musical. Nel 2002 fece il suo debutto nel musical di Broadway Hairspray nel ruolo di Amber Von Tussle. Tra il 2007 e il 2008 fece parte del cast di un altro musical di Broadway, Legally Blonde, dove coprì il ruolo di Elle Woods, grazie al quale ricevette la sua prima nomination ai Tony Award come miglior attrice protagonista in un musical. Abbandonò il musical il 20 luglio 2008.
La maggior parte del suo lavoro è concentrato a New York, anche se fece parte del tour di The Sound of Music in tutti gli Stati Uniti d'America.
La Bundy apparse inoltre in film come Le avventure di Huck Finn e Life with Mikey nel 1993 e Jumanji nel 1995 come Sarah Whittle. È apparsa nel film del 2006 Dreamgirls e nella soap opera Sentieri come Marah Lewis per due anni (dal 14 ottobre 1999 al 29 ottobre 2001), oltre che nelle serie televisive Veronica Mars, How I Met Your Mother, Happy Hour, Modern Men, Cold Case e Strangers with Candy. Laura fu inoltre giudice a Miss America 2009.
Laura Bell Bundy ha pubblicato il suo album di debutto intitolato Longing For a Place Already Gone il 24 agosto 2007, di genere country, che però non riscosse successo. Dopo aver lasciato Legally Blonde nell'estate del 2008, si trasferì a Nashville, in Tennessee, per registrare il suo secondo album di studio, sempre contenente musica country.
Il suo singolo di debutto, Giddy On Up, debuttò sulla classifica della Billboard delle canzoni country alla posizione numero 60 nella settimana del 20 febbraio 2010 e raggiunse la numero 31 nella classifica, nonché la numero 107 nella Hot 100, la classifica ufficiale dei singoli americana. Il video musicale del singolo fu girato da Shane Drake e pubblicato su YouTube il 20 gennaio 2010. Il remix della canzone debuttò alla numero 46 nella classifica americana delle canzoni dance il 10 aprile 2010 e raggiunse in seguito la numero 43. Esibì il singolo live all'Academy of Country Music Awards. Il suo album, Achin' and Shakin', venne pubblicato il 13 aprile 2010. Debuttò alla posizione numero 5 nella classifica degli album country statunitensi e alla numero 28 nella Billboard 200, vendendo 14 992 copie nella sua prima settimana. A fine giugno, aveva venduto 72 181 copie. Durante l'ultima settimana del mese di maggio l'album ha fatto la sua entrata alla posizione numero 37 nella classifica degli album norvegesi, salendo al numero 34 la settimana successiva.

## Discografia
- I'll Be Home for Christmas (2006)
- Longing for a Place Already Gone (2007)
- Achin' and Shakin' (2010)

## Filmografia parziale

### Cinema
- Le avventure di Huck Finn (The Adventures of Huck Finn), regia di Stephen Sommers (1993)
- Cercasi superstar (Life with Mikey), regia di James Lapine (1993)
- Jumanji, regia di Joe Johnston (1995)
- Dreamgirls, regia di Bill Condon (2006)
- Pure Country - Una canzone nel cuore (Pure Country: Pure Hearth), regia di Damon Santostefano (2017)
- La lista dei fan**lo (The F**k-It List), regia di Michael Duggan (2020)

### Televisione
- Quell'uragano di papà (Home Improvement) – serie TV, episodio 5x23 (1996)
- Sentieri (Guiding Light) – soap opera, 11 puntate (1999-2001)
- Veronica Mars – serie TV, episodio 2x04 (2005)
- Cold Case - Delitti irrisolti (Cold Case) – serie TV, episodio 3x18 (2006)
- How I Met Your Mother – serie TV, 5 episodi (2010-2014)
- Hart of Dixie – serie TV, 24 episodi (2012-2015)
- Malibu Country – serie TV, episodio 1x12 (2013)
- Royal Pains – serie TV, episodio 5x12 (2013)
- Anger Management – serie TV, 49 episodi (2013-2014)
- Scream Queens – serie TV, episodi 2x01-2x02-2x03 (2016)
- Angie Tribeca – serie TV, episodio 1x08 (2016)
- Liv e Maddie (Liv and Maddie) – serie TV, episodio 4x14 (2017)
- The Guest Book – serie TV, episodi 1x03-1x05-1x10 (2017)
- Sapore di Natale (The Christmas Calendar), regia di Allan Harmon (2017)
- Good Behavior – serie TV, episodi 2x01-2x02-2x07 (2017)
- American Gods – serie TV, episodio 2x06 (2019)
- Perfect Harmony – serie TV, episodi 1x02-1x07-1x13 (2019-2020)
- AJ and the Queen – serie TV, episodio 1x05 (2020)
- I Griffin (Family Guy) – serie TV, episodi 19x11-19x17 (2021) – voce
- How I Met Your Father – serie TV, 2 episodi (2022)

## Teatro
- Hairspray, regia di Jack O'Brien (2002)
- Wicked, regia di Joe Mantello (2003)
- Legally Blonde, regia di Jerry Mitchell (2007)

## Doppiatrici italiane
Nelle versioni in italiano delle opere in cui ha recitato, Laura Bell Bundy è stata doppiata da:
- Valentina Mari in Cold Case - Delitti irrisolti
- Monica Vulcano in Liv e Maddie
- Myriam Catania ne La lista dei fan**lo
- Barbara Villa in How I Met Your Father